# Pierre Kartner
Petrus Antonius Laurentius Kartner (11. dubna 1935 – 8. listopadu 2022) byl nizozemský hudebník, zpěvák, autor písní, a producent, vystupující pod jméne Vader Abraham. Složil okolo 1600 písní.

## Začátky
Kartner se narodil 11. dubna 1935.
Pěveckou kariéru zahájil v osmi letech, kdy zvítězil na místním festivalu. S rodinou žil v Amsterdamu a pracoval v čokoládovně.
Kartner pracoval jako producent nahrávací společnosti Dureco, s tamní spolupracovnicí Annie de Reuver, vytvořil skuúinu nazvanou Duo X. Byl také členem hudební skupiny Corry & de Rekels, která v 60. letech prodala více než milion nahrávek.
Kartner psal hudbu pro úvodní a závěrečné titulky Japonských adaptací komiksových seriálů z roku 1990 TV series Moomin a také píseň „Ik ben verliefd (Shalalie)“, která byla použita při nizozemské účasti na Eurovizi 2010.

## Vader Abraham
V roce 1971 vytvořil Pierre Kartner své alter ego, nazvané Vader Abraham (Otec Abraham). Nejprve nosil umělý knír, ale posléze si nechal narůst pravý, jenž se stal, společně s buřinkou, jeho poznávacím znamením. Ve stejném roce se jeho duet s Wilmou Landkroon, "Zou het erg zijn, lieve opa" (Bylo by to zlé, drahý dědečku?), dostal na první místo nizozemské popové hitparády.

### Malá kavárna u přístavu (1975)
Roku 1975 vydal jeden ze svých největších hitů, „Het kleine café aan de haven“ (Malá kavárna u přístavu). Tato píseň byla následně přezpívána 250krát v řadě různých jazyků; česky ji nazpíval v roce 1978 Jaromír Mayer pod názvem Hospůdko známá, německou verzi vydal rakouský zpěvák Peter Alexander jako Die kleine Kneipe. Interprety anglických verzí jsou Engelbert Humperdinck (The Little Cafe by the Harbour) a Audrey Landers (My Favourite Cafe on the Harbour), Demis Roussos, a The Fureys. Francouzsky ji nazpívali Mireille Mathieu jako Le café de la Rue d'Amérique a Joe Dassin jako Le café des trois Colombes. Nizozemsky ji přezpíval André Rieu.

## Ocenění
- Buma Export Award (1978)
- Buma - cena za celoživotní dílo (2015)[6]

## Osobní život a úmrtí
Pierre Kartner žil s manželkou Annie v Bredě; měli syna Waltera.
Zemřel v Bredě na rakovinu kostí 8. listopadu 2022, ve věku 87 let.

## Diskografie

### Studiová alba
- Een lach en een traan, 1972
- Vader Abraham Show, 1972, with others
- Veel liefs van... Vader Abraham en zijn goede zonen, 1972
- Vader Abraham en zijn goede zonen, 1973
- Samen jong, samen oud, 1974
  - Samen jong, samen oud Geven voor Leven, 1974
- Kerst show, 1974
- Mooi Griekenland, 1976
- Bedankt lieve ouders, 1976
- In Smurfenland, 1977
  - En el país de Los Pitufos, 1977
  - Au pays des Schtroumpfs, 1978
  - Im Land der Schlümpfe, 1978
  - In Smurfland, 1978
- Smurfenbier, 1978
  - El Padre Abraham y sus Pitufos, 1979
  - Smurfing Sing Song, 1979
  - Veo veo, 1980
  - Hitparade der Schlümpfe, 1980
- Kerstfeest, 1979
- Die glücklichen Jahre, 1979
  - De beste jaren van zijn leven, 1981
- Jij en ik blijven bestaan, 1981
- De wonderlijke Wuppie wereld, 1981
  - El Padre Abraham y los Wuppies, 1983
  - El maravilloso mundo de los Wuppies, 1983
  - Los Wuppies del Padre Abraham, 1983
  - Vader Abraham und die Wuppies, 1985
- Dierenmanieren, 1985
- Vader Abraham zingt over apen en andere mensen, 1987
- Als je wilt weten wie ik ben, 1987
- Vader Abraham 2, 1988
- Waarom huil je nou, 1988
  - Schlumpfenland Wunderland, 1990
- Die Lieder der Mumins, 1992
- Lach naar de wolken, 1994, jako Pierre Kartner

### Sbírky
- De beste van Vader Abraham, 1976
- De beste van Vader Abraham, 1977
- Bedankt Vader Abraham, 1979 (live)
- 14 Feestsuksessen, 1981
- 15 Jaar Karnaval, 1985
- Vader ziet Abraham, 1985
- 14 Beste, 1987
- De 20 best, 1988
- Het beste van Vader Abraham, 1990
- 15 Successen, 1990
- Op de deksel van de jampot, 1990
- Totaal, 1993
- 25 Jaar: Zijn 36 grootste successen, 1995
- 30 jaar Vader Abraham, 2000
- Gefeliciteerd Vader Abraham! – 80 jaar, 2015